# سوزوکی اس‌وی۶۵۰
سوزوکی ۶۵۰اس‌وی (انگلیسی: Suzuki SV650) یک موتورسیکلت خیابانی ژاپنی است، که از سال ۱۹۹۹ توسط کمپانی سوزوکی تولید می‌شود.
‌  

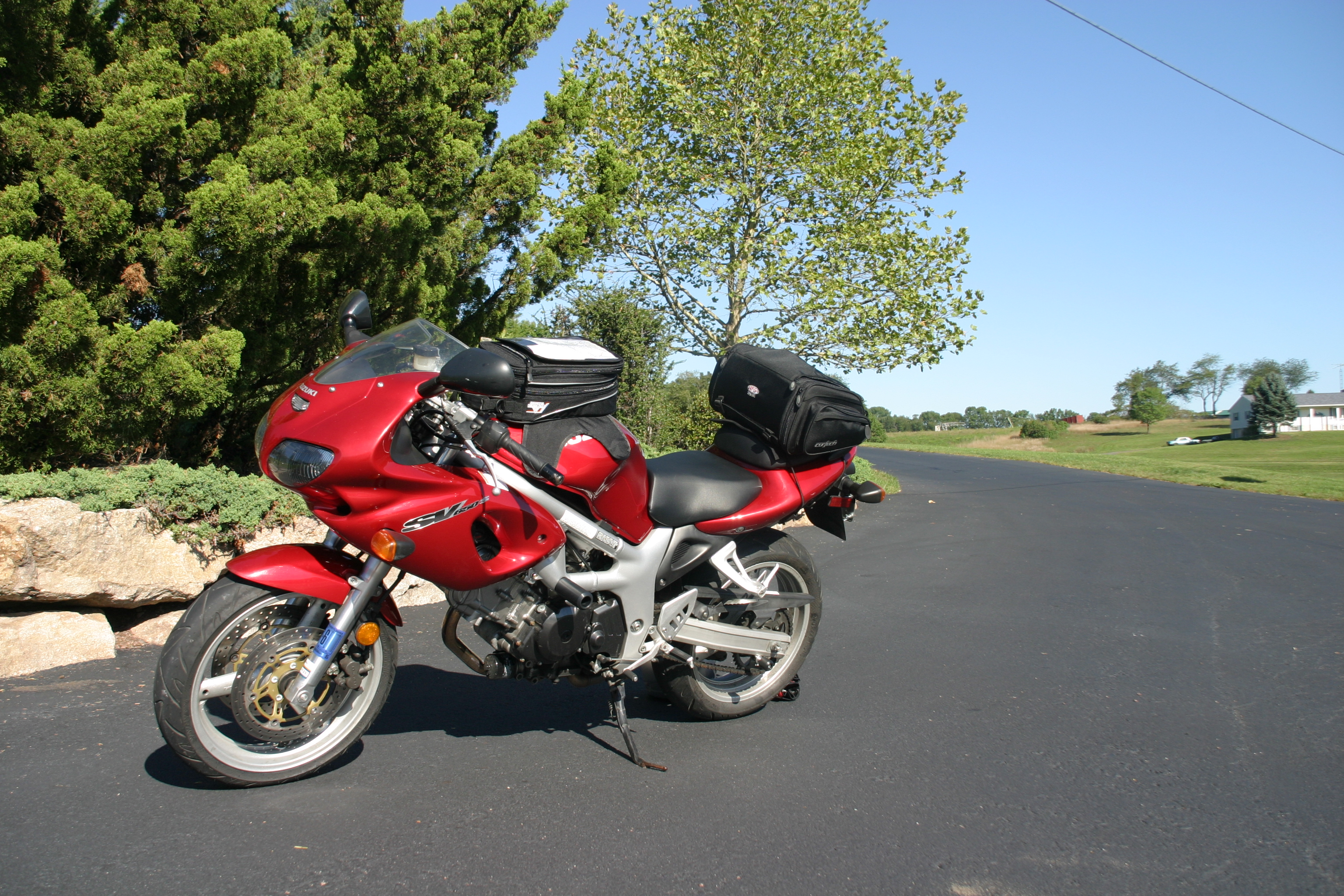
سوزوکی اس‌وی۶۵۰ مدل ۲۰۰۱

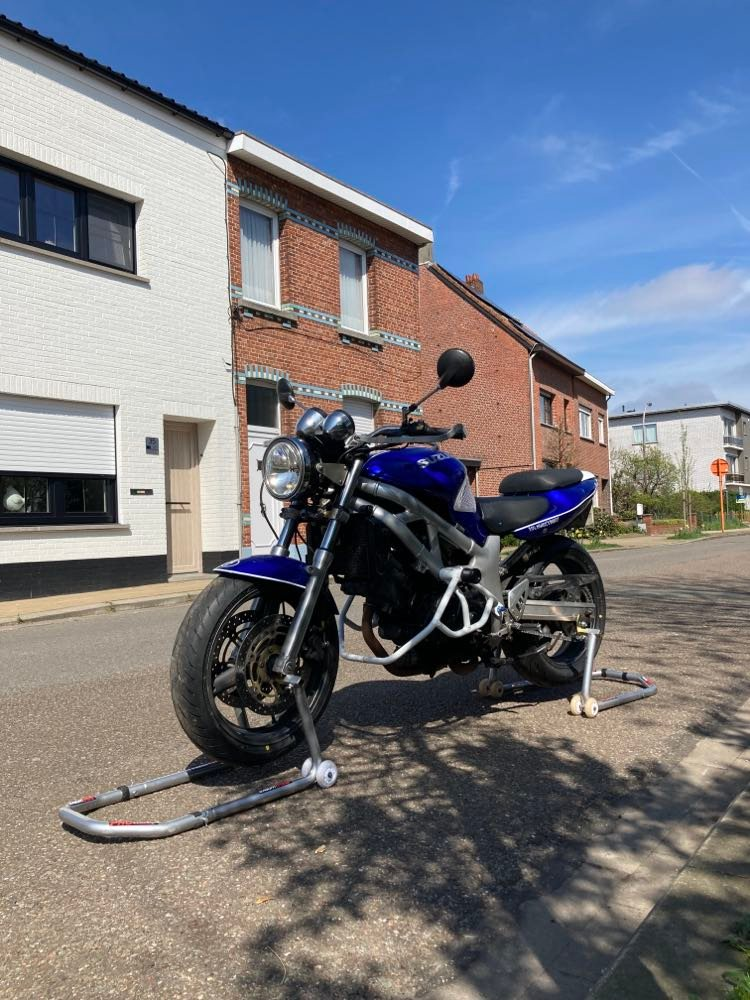
2001 Suzuki SV650N

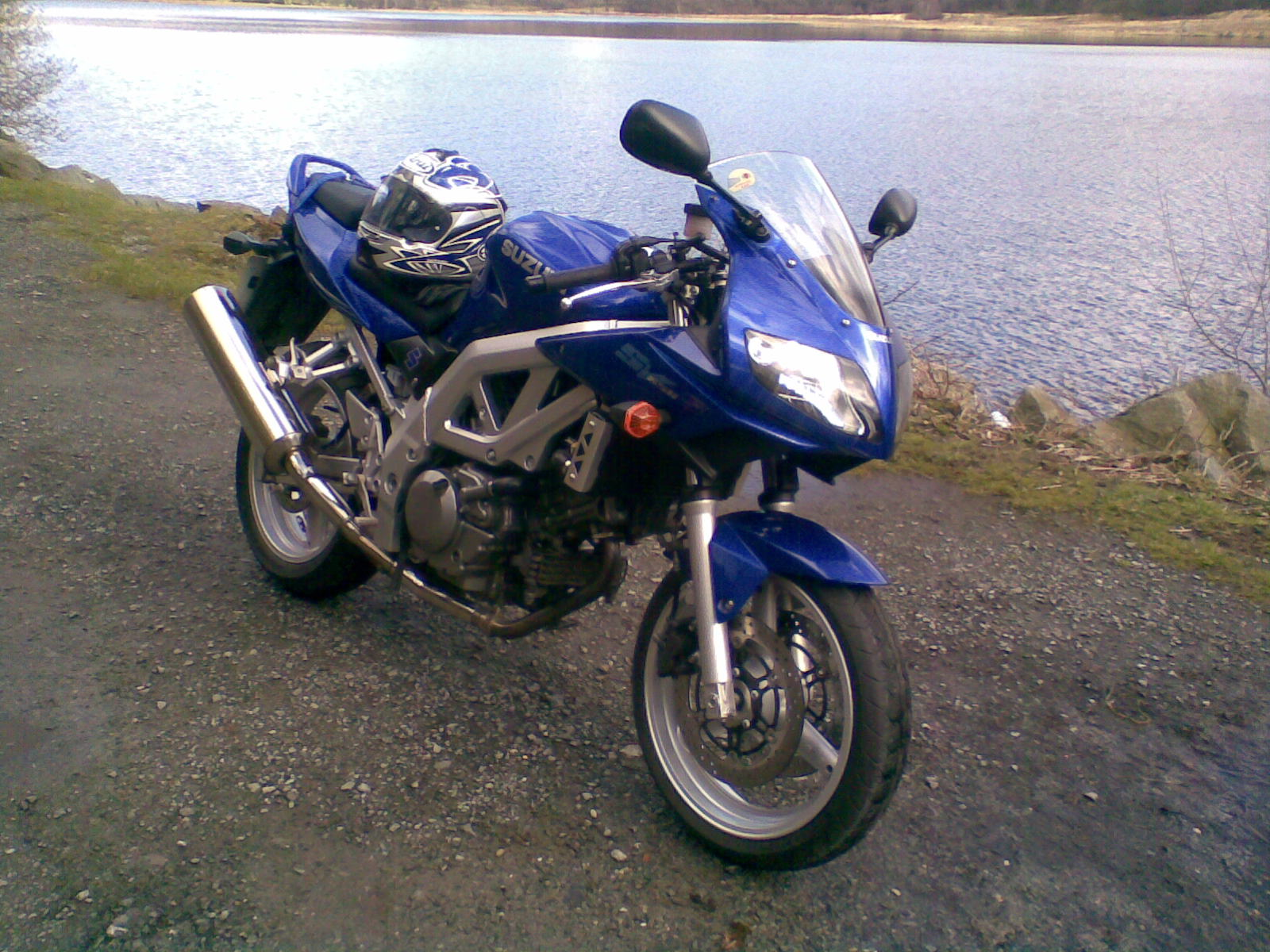
2003 Suzuki SV650S

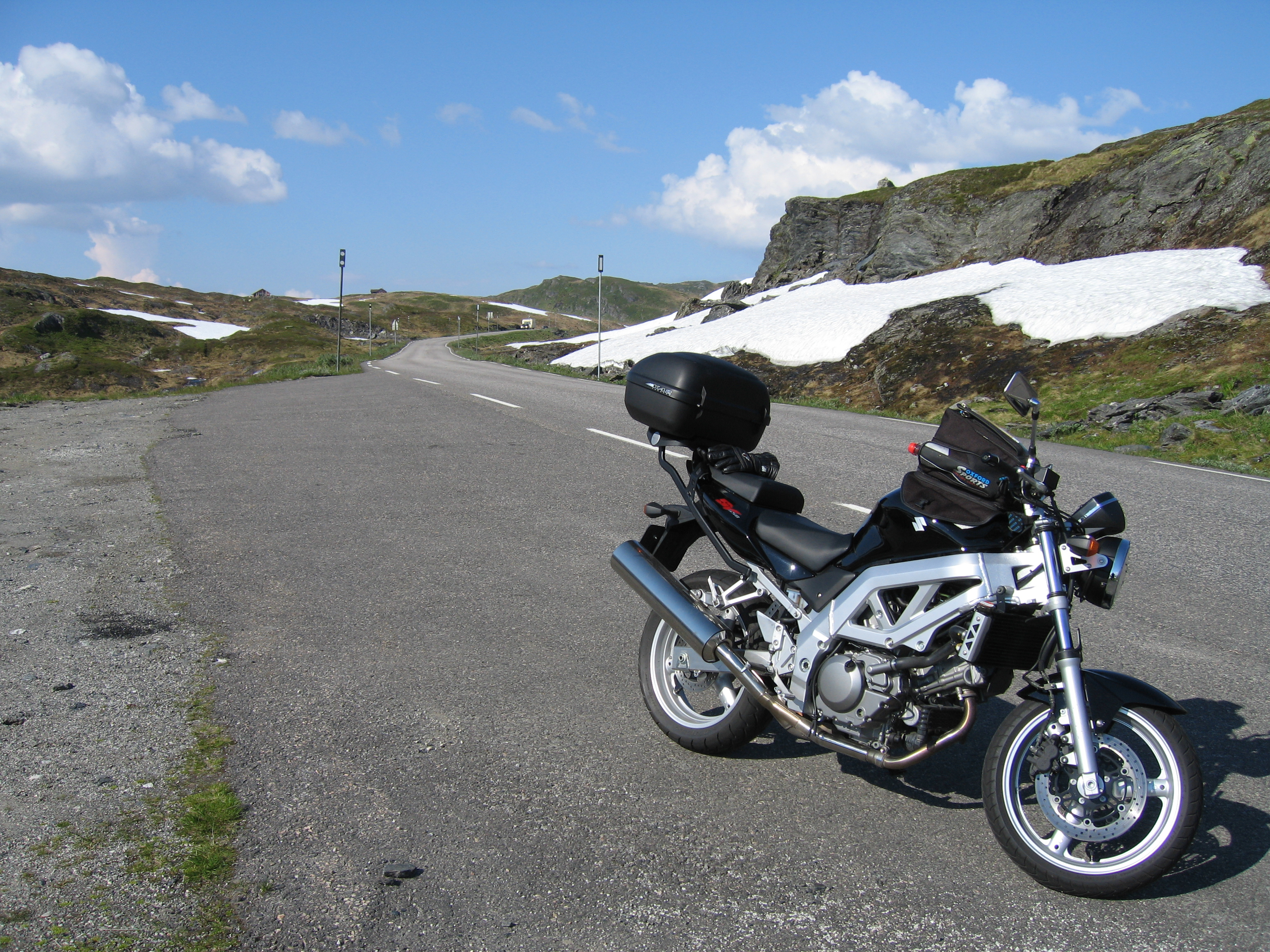
2004 Suzuki SV650

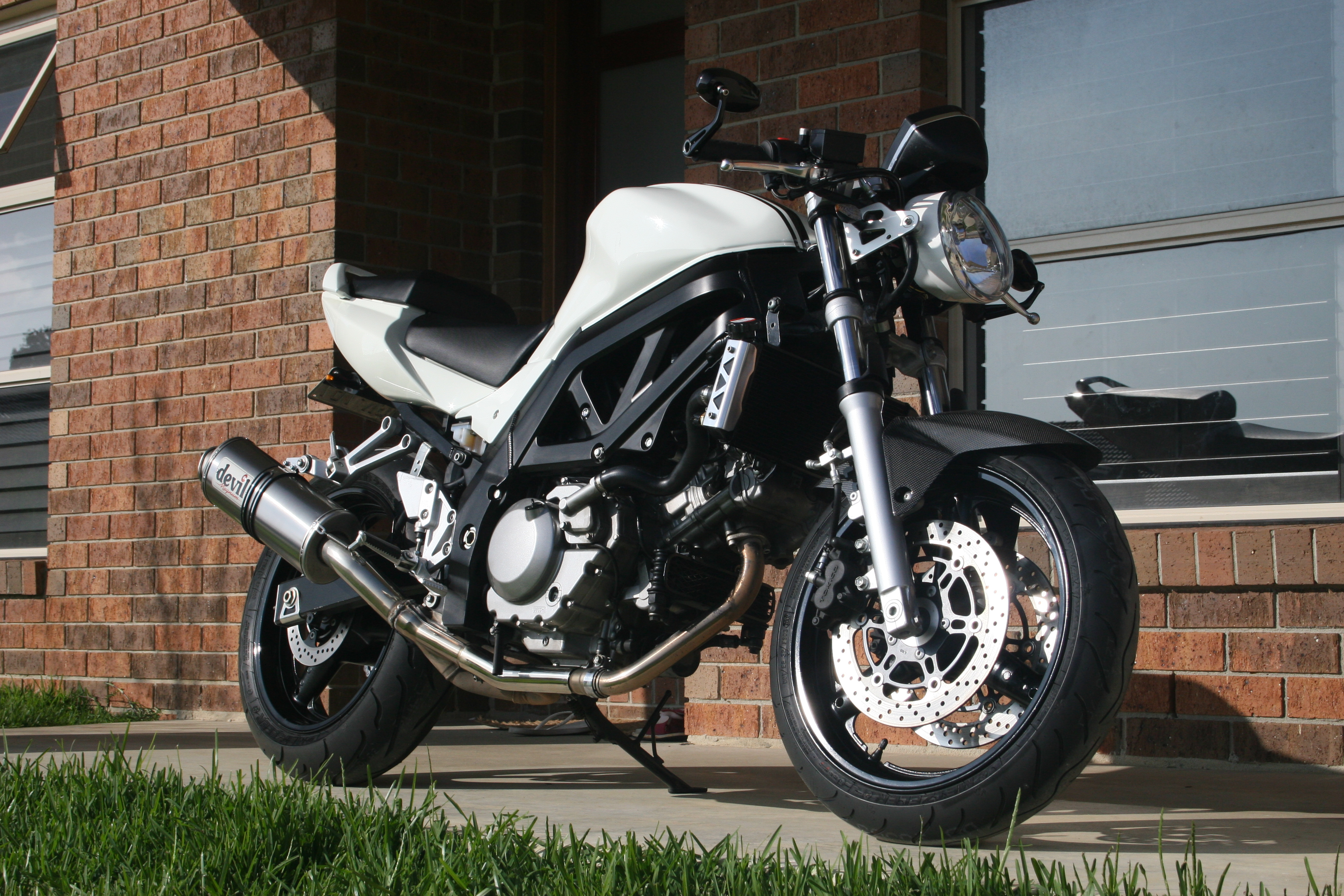
2008 SV650

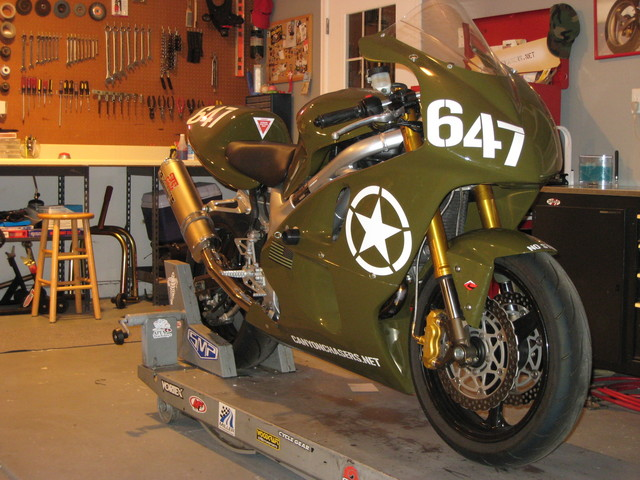
Race Prepped 2001 SV650

این موتورسیکلت بلافاصله محبوب شد، اما خریداران آمریکایی نسخه اسپورت《اس》را می‌خواستند که دارای دسته‌های پایین تر، گیره‌های پا بلندتر و نمای بیکینی و شیشه جلو باشد که فقط در بازارهای اروپا و کانادا موجود باشد. مجلات آمریکایی مقالاتی را در مورد نحوه واردات آن به ایالات متحده منتشر کردند. در سال ۲۰۰، سوزوکی شروع به واردات SV650S به ایالات متحده کرد.
SV650 با قیمت خرید نسبتاً پایین و ویژگی‌های هندلینگ عالی در بین اتومبیل‌رانی محبوب شد که باعث تولد دوباره کلاس‌های مسابقه‌ای «دوقلوهای سبک وزن» در سراسر آمریکای شمالی شد و SV650 شروع به فروش بیشتر از سوزوکی ۵۰۰جی‌اس، هوندا ۶۵۰ان‌تی و کاوازاکی نینجا ۵۰۰آر کرد، که قبلاً این کلاس پرجمعیت بود.